# Gabriel Monteiro (ort)
Gabriel Monteiro är en ort i Brasilien.   Den ligger i kommunen Gabriel Monteiro och delstaten São Paulo, i den södra delen av landet, 700 km söder om huvudstaden Brasília. Gabriel Monteiro ligger 433 meter över havet och antalet invånare är 2 705.
Terrängen runt Gabriel Monteiro är platt. Närmaste större samhälle är Clementina, 11,4 km öster om Gabriel Monteiro.
Trakten runt Gabriel Monteiro består i huvudsak av gräsmarker. Runt Gabriel Monteiro är det glesbefolkat, med 19 invånare per kvadratkilometer.